# Kyushus universitet
Kyushus universitet är ett statligt japanskt universitet grundat 1911 och beläget i Fukuoka. Det har omkring 18 000 studenter.